# Ann Cole
Ann Cole (* 29. Januar 1934 in Newark als Cynthia Coleman; † November 1986 ebenda) war eine US-amerikanische R&B- und Gospel-Sängerin. Sie sang als Erste den Bluesklassiker Got My Mojo Working, der vor allem in der Version von Muddy Waters bekannt ist.

## Biografie
Cynthia Coleman wurde am 29. Januar 1934 in Newark geboren, manche Quellen nennen den 24. Januar 1934. Ihr Vater Wallace und seine Brüder bildeten die Gospel-Gesangsgruppe „The Coleman Brothers“. 1949 gründete Cynthia ihre eigene Gesangsgruppe „The Colemanairies“, zu der Joe Walker, Sam Walker und Wesley Johnson gehörten. Sie traten US-weit auf und veröffentlichten 1953–54 einige Gospelplatten.
1954 verwendete sie zum ersten Mal das Pseudonym Ann Cole. Sie trat in Bars in New York und New Jersey auf, wo eines Tages Sol Rabinowitz auf sie aufmerksam wurde. Er gewann sie für sein Plattenlabel Baton Records, auf dem sie 1956–57 einige kleinere Hits hatte.
1956 war sie mit Muddy Waters auf Tour. Bei ihren Auftritten trug sie den Titel Got My Mo-Jo Working vor, den Preston Foster geschrieben hatte. Im Januar 1957 nahm sie das Stück für Baton Records auf. Muddy Waters hatte mittlerweile eine eigene Version des Songs für Chess Records eingespielt, wobei er auch als Songwriter genannt wurde. Beide Versionen erschienen in der gleichen Woche. Ein Gerichtsverfahren klärte, dass Foster das Lied geschrieben hatte.
Ann Cole machte weiterhin Aufnahmen für verschiedene Labels. Ende 1960 nahm sie mit Joe Joseph als Joe & Ann den Song Gee Baby auf. Er erreichte Platz 14 der R&B-Charts und kam in der Version von Mickey & Sylvia in die Popcharts. Ihren letzten Solohit hatte sie 1962 mit Have Fun, dessen B-Seite Don’t Stop the Wedding sie selbst in die Popcharts brachte (Platz 99). Ann Cole starb im November 1986 mit 52 Jahren.